# Constitució d'Ucraïna
La constitució d'Ucraïna (ucraïnès: Конституція України) és la constitució fonamental de l'estat d'Ucraïna. Aquesta constitució es va adoptar i ratificar en la cinquena sessió de la Rada (parlament) el 28 de juny de 1996. Es va adoptar amb 315 vots respecte als 450 vots possibles (300 vots era el mínim).
Les altres lleis i normes legals ucraïneses han d'estar d'acord amb la constitució. El dret d'esmenar-la és exclusiu del Parlament. L'únic òrgan capaç d'interpretar-la és el seu Tribunal Constitucional.
Altres constitucions ucraïneses van ser: 
- Constitució de Pylyp Orlyk
- Constitució de la república nacional ucraïnesa
- Constitució ucraïnesa de 1919
- Constitució ucraïnesa de 1929
- Constitució ucraïnesa de 1937
- Constitució ucraïnesa de 1978

## Història de la Constitució de 1996
Fins al 8 de juny de 1995 la llei suprema d'Ucraïna era la constitució de la República socialista soviètica ucraïnesa, adoptada el 1978. El 8 de juny de 1995 el president Leonid Kutxma i el president del parlament Oleksandr Moroz van signar l'Acord Costitucional pel període previ a la nova Constitució.
L'actual constitució es va adoptar en la sessió parlamentària del 27 al 28 de juny de 1996.